# نادي دنيبرو لكرة السلة
نادي دنيبرو لكرة السلة (بالأوكرانية: Дніпро) هو فريق كرة سلة أوكراني للمحترفين تأسس في سنة 2003 يقع مقره في دنيبرو، أوكرانيا. يلعب في دوري السوبر الأوكراني لكرة السلة.

## الإنجازات
- دوري السوبر الأوكراني لكرة السلة
  - البطولة (1): 2015–16

## أبرز اللاعبين
من أبرز اللاعبين الذين لعبوا معه:
- باتريك بيفيرلي
- أليكس لين

## وصلات خارجية
- الموقع الرسمي

قالب:دوري اتحاد في تي بي